# Peter Arundell
 Peter Arundell  (Ilford (Essex), Anglaterra, 8 de novembre de 1933 - ?, 16 de juny de 2009) fou un pilot de curses automobilístiques anglès que va arribar a disputar curses de Fórmula 1.

## A la F1
Va debutar a la quarta cursa de la temporada 1962 (la tretzena temporada de la història) del campionat del món de la Fórmula 1, disputant el 8 de juliol del 1962 el GP de França al circuit de Rouen-Les-Essarts.
Peter Arundell va participar en un total de tretze proves puntuables pel campionat de la F1, disputades en temporades no consecutives entre (1962 i 1966) aconseguint dos podis (2 cops tercer) com a millor classificació en una cursa i assolí 12 punts pel campionat del món de pilots.

## Resultats a la Fórmula 1
| Any  | Equip          | Xassís | Motor  | 1     | 2       | 3       | 4       | 5       | 6     | 7     | 8     | 9     | 10  | Posició | Punts |
| ---- | -------------- | ------ | ------ | ----- | ------- | ------- | ------- | ------- | ----- | ----- | ----- | ----- | --- | ------- | ----- |
| 1962 | Peter Arundell | Lotus  | Climax | HOL   | MON     | BEL     | FRA NVS | GBR     | ALE   | ITA   | USA   | SUD   |     | -       | 0     |
| 1963 | Team Lotus     | Lotus  | Climax | MON   | BEL     | HOL     | FRA NVS | GBR     | ALE   | ITA   | USA   | MEX   | SUD | -       | 0     |
| 1964 | Team Lotus     | Lotus  | Climax | MON 3 | HOL 3   | BEL 9   | FRA 4   | GBR     | ALE   | AUT   | ITA   | USA   | MEX | 8è      | 11    |
| 1966 | Team Lotus     | Lotus  | BRM    | MON   | BEL DNS | FRA Ret |         |         |       |       |       |       |     | 17è     | 1     |
| 1966 | Team Lotus     | Lotus  | BRM    |       |         |         | GBR Ret | HOL Ret | ALE 8 | ITA 8 |       | MEX 7 |     | 17è     | 1     |
| 1966 | Team Lotus     | Lotus  | Climax |       |         |         |         |         |       |       | USA 6 |       |     | 17è     | 1     |

### Resum
| Curses: | Victòries: | Pòdiums: | Poles: | Voltes ràpides: | Punts: |
| ------- | ---------- | -------- | ------ | --------------- | ------ |
| 13      | 0          | 0        | 0      | 0               | 12     |